# 과전압

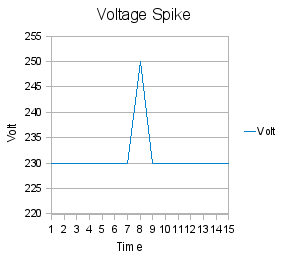
전압 스파이크

과전압(過電壓, overvoltage)은 본래의 선로 전압보다 더 높은 전압이 공급되는 현상을 일컫는 말이다. 선로전압이 오랜 시간(대개 1초이상) 정격 전압 보다 높을 때 특히 일컫는 말이며, 전자제품 수명 단축의 원인으로 큰 비중을 차지하는 현상이다.

## 과전압 판정
선로에 이상 고전압이 흐르는 경우는 여러가지가 있다. 그 중 과전압과 서지(surge), 스파이크(spike)를 구분하는 것은 중요하다. 전압이 공칭 공급전압의 +5% 넘어서면서 그 시간이 오랜 시간(1초 이상) 지속될시 과전압이라고 한다. 대개 5%를 잡는 경우가 많은데, 이는 인텔에서 제시한 ATS 규격에도 적용된다.

## 과전압의 유해점
과전압은 기기의 설계전압 이상의 전압을 기기의 전원부에 가하게 되어 전원부 손상을 일으킬 수 있으며, 선로전력을 집적 사용하는 경우, 기기의 오작동을 유발할 수 있다. 또한 전자장비와 같이 전압에 민감한 기기의 경우 수명에 큰 영향을 받게 된다.

## 같이 보기
- 방전
- 무정전 전원 장치